# 贝宁国徽
贝宁国徽为盾徽，盾面中部为一组由四个图案组成的方形复合图案，左上角为古老的城堡，右上角为十字勋章，左下角为棕榈树，右下角为航行的船队。盾面两侧各有一头金豹，上端对称横置着两个羊角，里面装着颗粒饱满的玉米，象征丰裕。绶带上用法文写着“友爱、正义、勤劳”。
该国徽启用于1964年，时称达荷美共和国国徽，1975年共产主义政权成立后该国徽废除，1990年贝宁恢复多党制后重新使用此国徽。